# Асафов, Генрих Алексеевич
Генрих Алексеевич Асафов (19 апреля 1940, с.Чирково, Усть-Кубенский район, Вологодская область — 14 октября 2020, Вологда) — русский художник-живописец, мастер символической живописи.
Родился в 1940 году в селе Чирково, Усть-Кубенского района, Вологодской области. В семье кузнеца и кружевницы. После окончания Усть-Кубинской средней школы, продолжил своё обучение с 1957 по 1958 г. в Ярославском профессионально-техническом училище. С 1958 по 1959 гг. трудился в РТИ при Ярославском шинном заводе, а затем поступил в Ярославское художественное училище (1959-1964). С 1964 по 1973 год служил в Советской Армии на о. Сахалин. Затем окончил МГХИ имени В.И. Сурикова (1967-1973).В Вологде жил и трудился с 1976 года. Участник выставок с 1968 года. Член Союза художников России с 1977 года. Участник региональных художественных выстовок с 1979 года. Умер в Вологде после осложнения от COVID-19

Генрих Асафов: «Пишу о Земле и о Труженике на ней, ибо знаю, люблю эту тему с детства. Она бесконечна своим содержанием и этим даёт возможность бесконечности формы, а это и есть истинное искусство».— https://www.openklub.ru/artist/619/

## Произведения
- Король рыбаков, 1994. (ДВП, масло, 37х36.)
- Лев Толстой, 2003. (ДВП, масло, 49х39.) Экспонировалась с 19.09. по 19.11.2003 г. на девятой региональной художественной выставке "Российский Север" в Вологде.